# Eosembia malaya
Eosembia malaya är en insektsart som beskrevs av Ross 2007. Eosembia malaya ingår i släktet Eosembia och familjen Oligotomidae. Inga underarter finns listade i Catalogue of Life.